# Buccochromis oculatus
Buccochromis oculatus è una specie di pesci della famiglia dei Ciclidi. Lo si trova a circa 18 metri di profondità nel Lago Malawi in Malawi, Mozambico, e Tanzania. Il suo habitat naturale sono i laghi di acqua dolce. La sola minaccia conosciuta alla sopravvivenza della specie potrebbe essere una pesca eccessiva.